# 洪芻
洪芻（？—？），字駒父，江南東路建昌（今屬江西永修）人，祖籍潤州丹陽（今江蘇），與兄洪朋，弟洪炎、洪羽等人並稱“豫章四洪”。北宋詩人。

## 生平
曾祖弘谔是唐代虔州司仓参军。祖父洪文举为江州助教。父洪民師娶黃庭堅之妹為妻。幼年雙親早逝，由祖母文城君李氏教養成長。工書法，好赋诗词，任黄州监酒官（酒正），好饮酒，黄庭坚曾警戒之。後官黄州知录参军、黄州推官。
宋哲宗紹聖元年（1094年）與弟洪炎同举進士，主晋州州学教授，徽宗崇寧三年（1104年）入元祐黨籍，謫閩南，崇寧五年回任宣德郎。闲官散居。靖康年間爲諫議大夫。南宋高宗建炎元年（1127年），因替金人括財，仗勢要挾宮人勸酒，失節“得罪名教”，流放沙門島（今山東蓬萊縣西北海中），永不放还，卒於貶所，卒年不詳。

## 家庭
有子洪枿。

## 評價
晚年诗风苍劲，其作品多師承黃庭堅，“深得豫章之格”，《四库全书总目提要》赞誉其文：“但以文论，固不愧酷似其舅之称。”是著名的江西詩派人物。宋代释觉范《跋徐洪李三士诗》中提及：“陈莹中尝问予南州近时人物之冠？予以师川、驹父、商老为言。莹中肯首之，戏效孟浩然作语如王谢子弟，风神步趋不能优劣。…”

## 著作
著有《老圃集》二卷、《香後譜》五卷（一說一卷）、《豫章職方乘》三卷、《楚漢逸書》八十二篇等。南宋曾慥所輯《類說》收有《香後譜》節錄本。南宋無名氏根據沈立《香譜》、洪芻《香後譜》等香學典籍彙編成《香譜》二卷，常冠名以《洪氏香譜》，但此非洪芻原作。清初四庫館臣自《永樂大典》輯《老圃集》二卷。今人郭绍虞自《渔隐丛话》、《能改斋漫录》、《野客丛书》辑出《洪驹父诗话》二十二则。